# Elecciones municipales de Moyobamba de 1993
Las elecciones municipales de Moyobamba de 1993 se llevaron a cabo el 29 de enero de 1993 para elegir al alcalde y al Concejo Provincial de Moyobamba para el periodo 1993-1995. La elección se celebró simultáneamente con elecciones municipales en todo el país.

## Sistema electoral
La Municipalidad Provincial de Moyobamba es el órgano administrativo y de gobierno de la provincia de Moyobamba. Está compuesta por el alcalde y el Concejo Provincial.
La votación del alcalde y el concejo se realiza en base al sufragio universal, que comprende a todos los ciudadanos nacionales mayores de dieciocho años, empadronados y residentes en la provincia de Moyobamba y en pleno goce de sus derechos políticos, así como a los ciudadanos no nacionales residentes y empadronados en la provincia de Moyobamba.
El Concejo Provincial de Moyobamba está compuesto por 19 regidores elegidos por sufragio directo para un período de tres (3) años, en forma conjunta con la elección del alcalde (quien lo preside). La votación es por lista cerrada y bloqueada. Se asigna a la lista ganadora los escaños según el método d'Hondt o la mitad más uno, lo que más le favorezca. Es elegido como alcalde el candidato que ocupe el primer lugar de la lista que haya obtenido la más alta votación.

## Composición del Concejo Provincial de Moyobamba
La siguiente tabla muestra la composición del Concejo Provincial de Moyobamba antes de las elecciones.
| Partidos | Partidos                | Regidores |
| -------- | ----------------------- | --------- |
|          | Frente Democrático      | 10        |
|          | Partido Aprista Peruano | 5         |
|          | Izquierda Unida         | 4         |

## Partidos y candidatos
A continuación se muestra una lista de los principales partidos y alianzas electorales que participaron en las elecciones:
| Candidatura | Candidatura | Partidos y alianzas | Candidatos | Candidatos                    | Ideología                                                  | Resultado previo | Resultado previo | Ref. |
| Candidatura | Candidatura | Partidos y alianzas | Candidatos | Candidatos                    | Ideología                                                  | Votos (%)        | Reg.             | Ref. |
| ----------- | ----------- | --- | ---------- | ----------------------------- | ---------------------------------------------------------- | ---------------- | ---------------- | ---- |
|             | AP          | Lista - Acción Popular (AP) |            | César Arévalo Seijas          | Humanismo Nacionalismo cívico Reformismo                   | 52.48%           | 6                |      |
|             | PPC         | Lista - Partido Popular Cristiano (PPC) |            | Yolanda Díaz Acosta           | Democracia cristiana Conservadurismo Liberalismo económico | 52.48%           | 4                |      |
|             | APRA        | Lista - Partido Aprista Peruano (APRA) |            | Rafael Bardales Cifuentes     | Aprismo                                                    | 27.99%           | 5                |      |
|             | IU          | Lista - Izquierda Unida (IU) – Unión de Izquierda Revolucionaria (UNIR) – Partido Comunista Peruano (PCP) – Frente Obrero Campesino Estudiantil y Popular (FOCEP) |            | Emigdio Soto Sierra           | Marxismo-leninismo Mariateguismo Socialismo democrático    | 19.53%           | 4                |      |
|             | IND         | Lista - Lista Independiente N° 3 |            | Antonio Simons Vela           | Localismo moyobambino                                      | Nuevo            | Nuevo            |      |
|             | IND         | Lista - Lista Independiente Frente Regional de Integración y Desarrollo                                                                                           |            | José Vásquez Arbildo          | Localismo moyobambino                                      | Nuevo            | Nuevo            |      |
|             | IND         | Lista - Lista Independiente Movimiento Independiente Cambio 93 |            | Néstor Aguilar Pacheco        | Localismo moyobambino                                      | Nuevo            | Nuevo            |      |
|             | IND         | Lista - Lista Independiente Mayoría Regional |            | Hildebrando Izquierdo Vásquez | Localismo moyobambino                                      | Nuevo            | Nuevo            |      |

## Resultados

### Sumario general
|                        |                                                                 |              |              |              |           |           |
| Partidos y coaliciones | Partidos y coaliciones                                          | Voto popular | Voto popular | Voto popular | Regidores | Regidores |
| Partidos y coaliciones | Partidos y coaliciones                                          | Votos        | %            | ±pp          | Total     | +/−       |
|                        | Lista Independiente N° 3                                        | 3,472        | 32.27        | n/a          | 11        | +11       |
|                        | Acción Popular (AP)                                             | 2,730        | 25.37        | n/a          | 4         | –2        |
|                        | Partido Aprista Peruano (APRA)                                  | 1,506        | 14.00        | –13.99       | 2         | –3        |
|                        | Lista Independiente Frente Regional de Integración y Desarrollo | 808          | 7.51         | n/a          | 1         | +1        |
|                        | Partido Popular Cristiano (PPC)                                 | 710          | 6.60         | n/a          | 0         | –4        |
|                        | Lista Independiente Movimiento Independiente Cambio 93          | 678          | 6.30         | n/a          | 1         | +1        |
|                        | Lista Independiente Mayoría Regional                            | 550          | 5.11         | n/a          | 0         | ±0        |
|                        | Izquierda Unida (IU)                                            | 305          | 2.83         | –16.70       | 0         | –4        |
|                        |                                                                 |              |              |              |           |           |
| Total                  | Total                                                           | 10,759       |              |              | 19        | ±0        |
|                        |                                                                 |              |              |              |           |           |
| Votos válidos          | Votos válidos                                                   | 10,759       | 71.21        | –4.90        |           |           |
| Votos en blanco        | Votos en blanco                                                 | 629          | 4.16         | –0.97        |           |           |
| Votos nulos            | Votos nulos                                                     | 3,720        | 24.62        | +5.86        |           |           |
| Votos emitidos         | Votos emitidos                                                  | 15,108       | 56.90        | –9.02        |           |           |
| Abstenciones           | Abstenciones                                                    | 11,443       | 43.10        | +9.02        |           |           |
| Votantes registrados   | Votantes registrados                                            | 26,551       |              |              |           |           |
|                        |                                                                 |              |              |              |           |           |
| Fuente:                |                                                                 |              |              |              |           |           |

## Elecciones municipales distritales

### Resultados por distrito
La siguiente tabla enumera el control de los distritos de la provincia de Moyobamba. El cambio de mando de una organización política se resalta del color de ese partido.
| Distrito  | Alcalde(sa) titular      | Partido político | Partido político   | Alcalde(sa) electo(a)      | Partido político | Partido político               |
| --------- | ------------------------ | ---------------- | ------------------ | -------------------------- | ---------------- | ------------------------------ |
| Calzada   | Simona Noriega de Torres |                  | Frente Democrático | Llimy Díaz La Torre        |                  | Nueva Generación Progresista   |
| Habana    | José Rengifo Casique     |                  | Izquierda Unida    | José Fonseca Cieza         |                  | Acción Popular                 |
| Jepelacio | Hernando Angulo Casique  |                  | Izquierda Unida    | Liberto Tuesta Mozombite   |                  | Partido Aprista Peruano        |
| Soritor   | Javier Ríos Rengifo      |                  | Frente Democrático | Dositeo Montenegro Guevara |                  | Pueblo Agropecuario Soritorino |
| Yantaló   | Hernando Ruíz Piña       |                  | Frente Democrático | Pepe Soplín Marín          |                  | Cambio 93                      |